# Red Light Special
Red Light Special ist ein R&B-Song der US-amerikanischen Girlgroup TLC und deren zweite Single aus ihrem zweiten Musikalbum CrazySexyCool. Die Veröffentlichung als Single fand am 20. Februar 1995 statt. Der Titel wurde zu einem Charterfolg, unter anderem erreichte er Platz 2 der amerikanischen Billboard Hot 100. Der Song wurde TLCs fünfte Top-10-Single in den Vereinigten Staaten. Außerdem wurde er in den Vereinigten Staaten auch mit einer Goldenen Schallplatte ausgezeichnet. In den Hot-R&B/Hip-Hop-Charts erreichte der Titel Platz 3. In den amerikanischen Rythmic-Top-40-Charts wurde er ein Nummer-eins-Hit. Das Lied war 2005 auch in der Komödie Jungfrau (40), männlich, sucht… zu hören.
Die beiden Gitarrensolos im Lied stammen von Dwight Sills.

## Musikvideo
Die Regie zum Musikvideo führte Matthew Rolston, es wurde in einem Bordell gedreht. Die männlichen Darsteller im Musikvideo spielen Prostituierte, und Left-Eye ist als Zuhälterin gekleidet. Eine der männlichen Prostituierten spielt Boris Kodjoe.
Es gibt drei Versionen des Musikvideos mit den Titeln „sexy“, „sexier“ und „sexiest“. Eines der Musikvideos wurde auf Grund seines anzüglichen Inhaltes als anstößig bezeichnet, da der Gitarrist in einer Szene Chillis Hose auszieht.

## Veröffentlichungen als Singles
- CD1

1. „Red Light Special“ (Radio Edit) – 4:40
2. „Red Light Special“ (L.A.’s Flava Mix) – 4:28
3. „Red Light Special“ (Album Version) – 5:02
4. „Red Light Special“ (Gerald Hall Remix) – 5:09
5. „My Secret Enemy“ – 5:36

- CD2

1. „Red Light Special“ (Radio Edit) – 4:40
2. „Red Light Special“ (Alternate Radio Edit) – 4:31
3. „Red Light Special“ (Album Version) – 5:02
4. „Red Light Special“ (Album Instrumentalstück) – 5:02

- 12" Vinyl

1. „Red Light Special“ (L.A.’s Flava Mix – Extended Version)
2. „Red Light Special“ (Album Version)
3. „Red Light Special“ (Gerald Hall’s Remix)
4. „Red Light Special“ (A cappella)
5. „Red Light Special“ (Instrumentalstück)
6. „My Secret Enemy“

## Rezeption

### Charts und Chartplatzierungen
| ChartsChartplatzierungen       | Höchstplatzierung | Wochen |
| ------------------------------ | ----------------- | ------ |
| Vereinigtes Königreich (OCC)   | 18 (4 Wo.)        | 4      |
| Vereinigte Staaten (Billboard) | 2 (22 Wo.)        | 22     |

| ChartsJahrescharts (1995)      | Platzierung |
| ------------------------------ | ----------- |
| Vereinigte Staaten (Billboard) | 28          |

### Auszeichnungen für Musikverkäufe
| Land/Region               | Auszeichnungen für Musikverkäufe (Land/Region, Auszeichnung, Verkäufe) | Verkäufe |
| ------------------------- | ---------------------------------------------------------------------- | -------- |
| Neuseeland (RMNZ)         | Gold                                                                   | 7.500    |
| Vereinigte Staaten (RIAA) | Gold                                                                   | 500.000  |
| Insgesamt                 | 2× Gold ·                                                              | 507.500  |

Hauptartikel: TLC (Band)/Auszeichnungen für Musikverkäufe